# Malakoff
 Malakoff  es una comuna de Francia, en la región de Isla de Francia, departamento de Altos del Sena, en el distrito de Antony. Forma por sí sola el cantón de su nombre.

Malakoff en la Petite Couronne.

Su población municipal en 2007 era de 30 735 habitantes.
Fue creada el 8 de noviembre de 1883 a partir de Vanves.
Está integrada en la Communauté d’agglomération Sud de Seine.

## Etimología
Su nombre evoca a la batalla de Malakoff, una de las más sangrientas de la guerra de Crimea.

## Educación
- École nationale de la statistique et de l'administration économique

## Demografía
| 8 118 | 9 144 | 11 027 | 14 341 | 16 630 | 19 789 | 22 494 | 23 817 | 27 464 | 28 439 | 27 459 | 28 876 | 33 603 | 36 198 | 34 121 | 32 553 | 30 959 | 29 402 | 30 735 |
| Para los censos de 1962 a 1999 la población legal corresponde a la población sin duplicidades (Fuente: INSEE [Consultar]) |       |        |        |        |        |        |        |        |        |        |        |        |        |        |        |        |        |        |